# Pavlov (Havlíčkův Brod)
Pavlov é uma comuna checa localizada na região de Vysočina, distrito de Havlíčkův Brod.